# Tramway de Charleville-Mézières
Le réseau de tramway de Charleville-Mézières est un ancien réseau de transport urbain desservant la ville de Charleville-Mézières, dans le département des Ardennes de fin 1899 au début de la Première Guerre mondiale.

## Histoire
Le réseau fut mis en service le 3 décembre 1899, mais le décret déclarant d'utilité publique ce réseau, confié à la Compagnie générale de traction date du 6 janvier 1900. L'exploitation civile cessa en août 1914, lors de l'invasion d'août 1914.
L'armée allemande utilisa les tronçons encore utilisables pendant le conflit, sous le nom de tramway du grand quartier général, en référence au quartier général du Kronprinz (prince héritier allemand), qui se trouvait à Charleville et à Mézières. Le prix d'un trajet s'élevait alors à cinq pfennig.
Après l'armistice, le réseau, délabré, ne put reprendre son exploitation, d'autant que la ville de Mézières, qui avait subi d'importantes destructions, engageait la reconstruction de son centre et assurait le franchissement de la Meuse par des ponts provisoires.
Les conseils municipaux réfléchissaient à la reprise de l'exploitation par des autobus, et la société Auger, qui exploitait le Garage Moderne, obtint par arrêté du 3 mars 1922 l'autorisation d'exploiter un tel réseau, jusqu'au rétablissement des tramways.
En 1929, la Compagnie des tramways céda ses indemnités au titre des dommages de guerre aux chemins de fer départementaux des Ardennes, compagnie de chemin de fer secondaire qui exploita la ligne Mohon – Mézières (Charleville-Mézières) – Prix-lès-Mézières - Sury - This – Neuville-les-This Clavy - Warby – Thin-le-Moutier – Signy-l'Abbaye – Lalobbe – La Neuville-lès-Wasigny jusqu'en 1948. Le réseau de tramway fut déclassé en 1933, sans avoir repris son fonctionnement après la guerre.

## Infrastructure

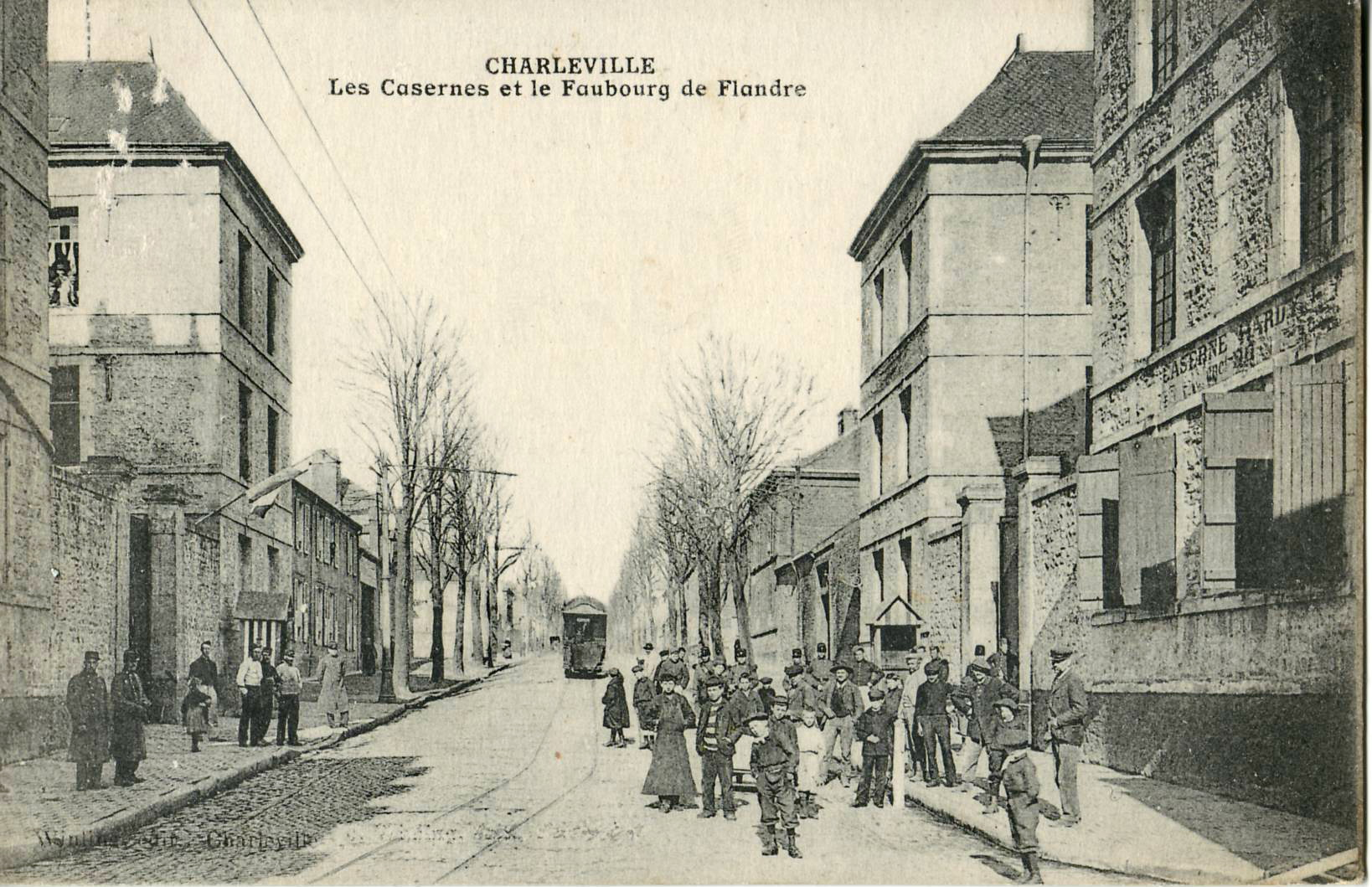
Le tramway (ligne 1) au Faubourg de Flandre

Le réseau était constitué de trois lignes : 
1. Gare de Charleville - Cimetière (Faubourg de Flandre)
2. Gare de Charleville - Mézières (Faubourg de Pierre)
3. Place du Moulinet (Charleville) - Passage à niveau de Mohon/Villers[3].

## Exploitation

Cartes postales anciennes du tramway de Charleville-Mézière
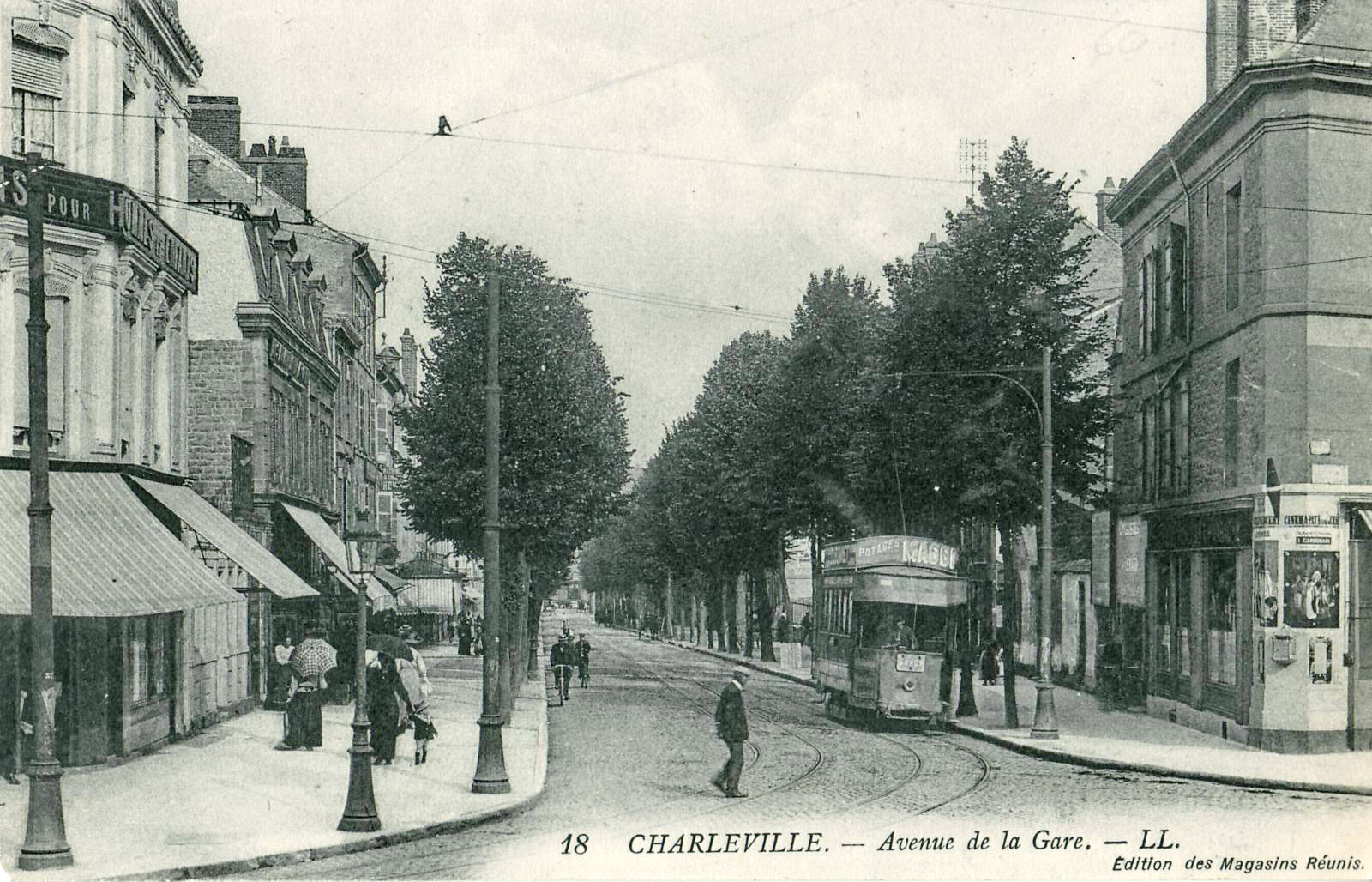
Tramway sur un évitement, avenue de la Gare à Charleville.
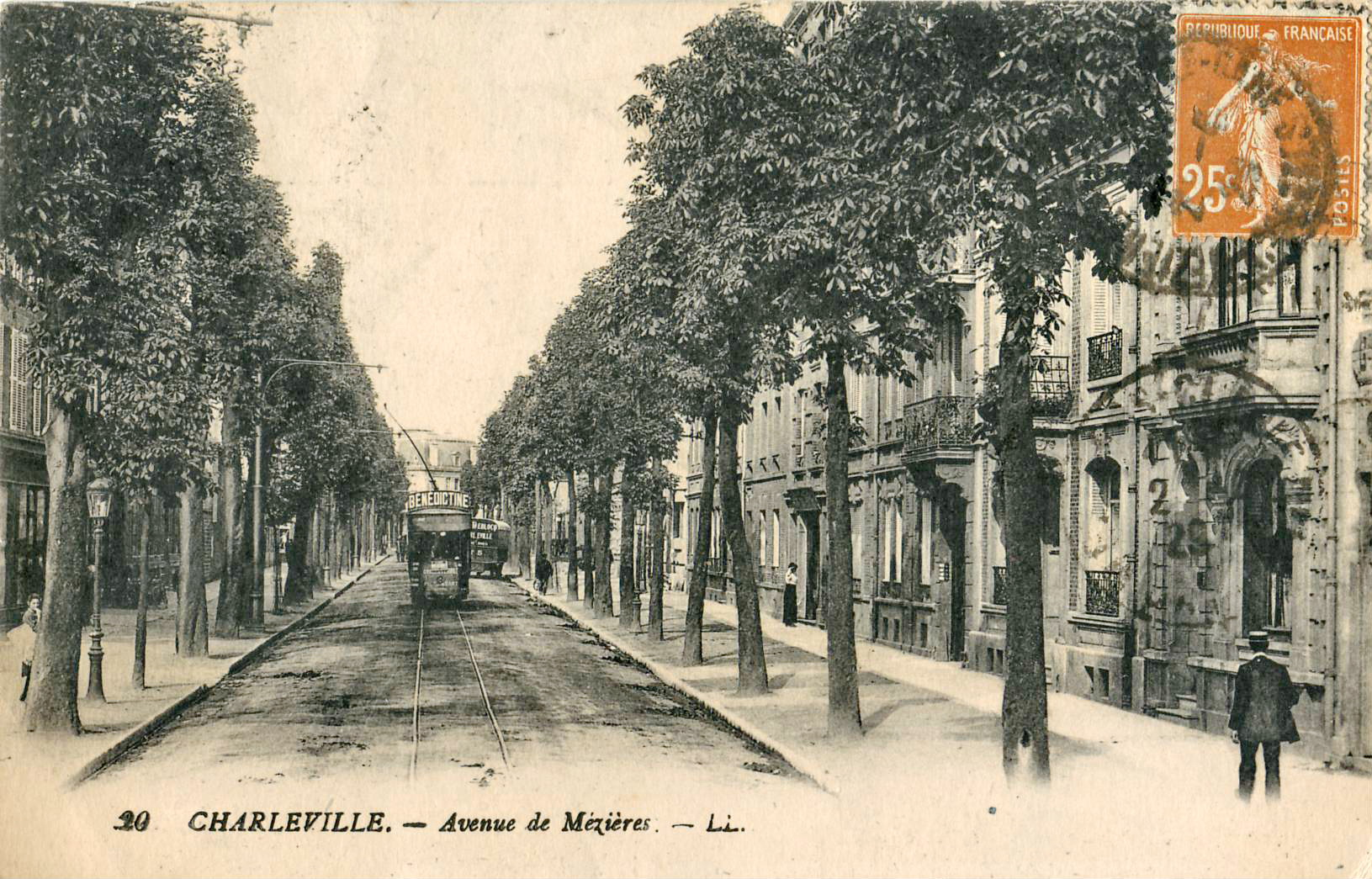
Tramway sur une voie unique axiale, avenue de Mézières à Charleville.
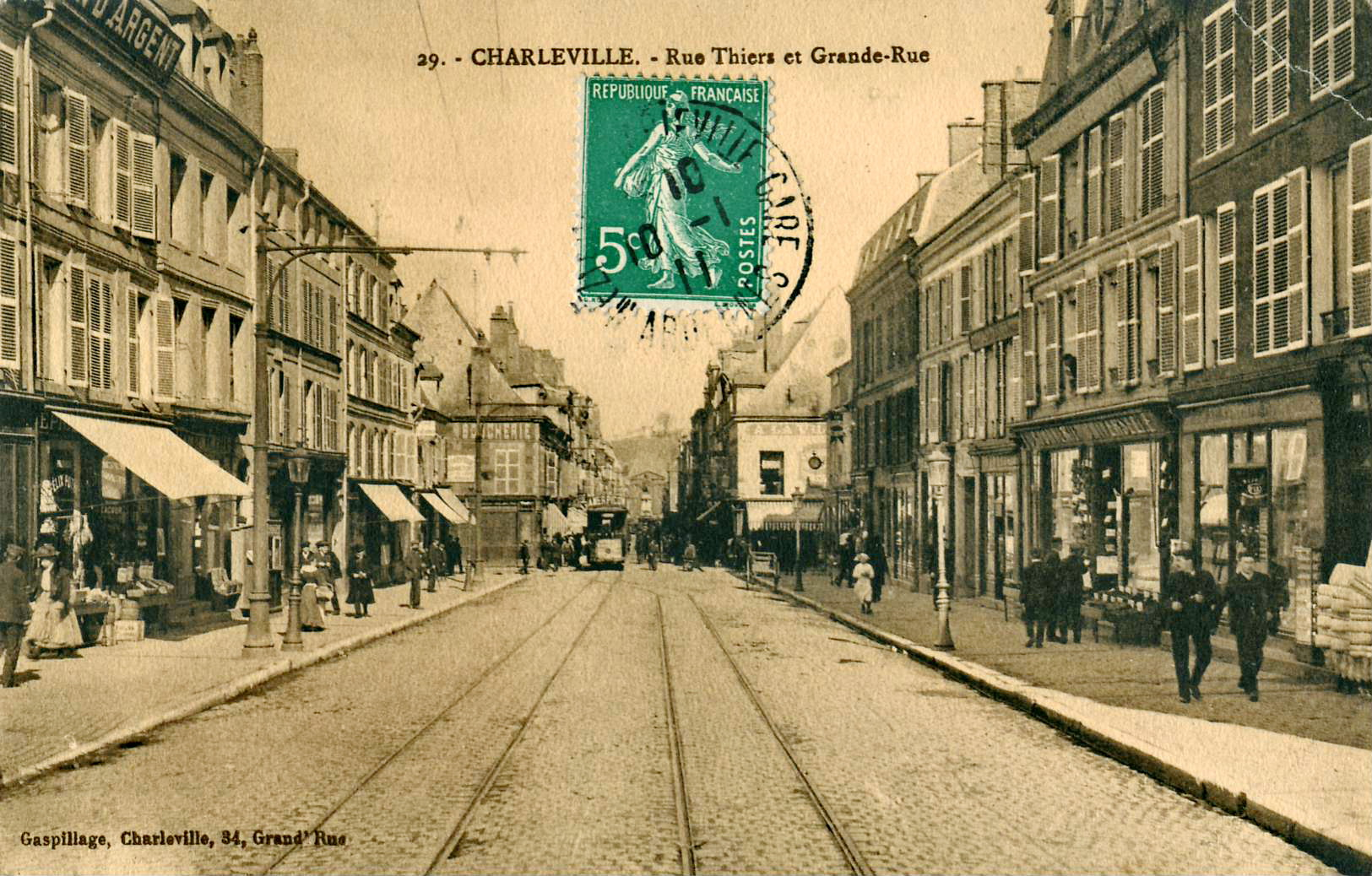
Évitement, Grande-rue et rue Thiers à Charleville.
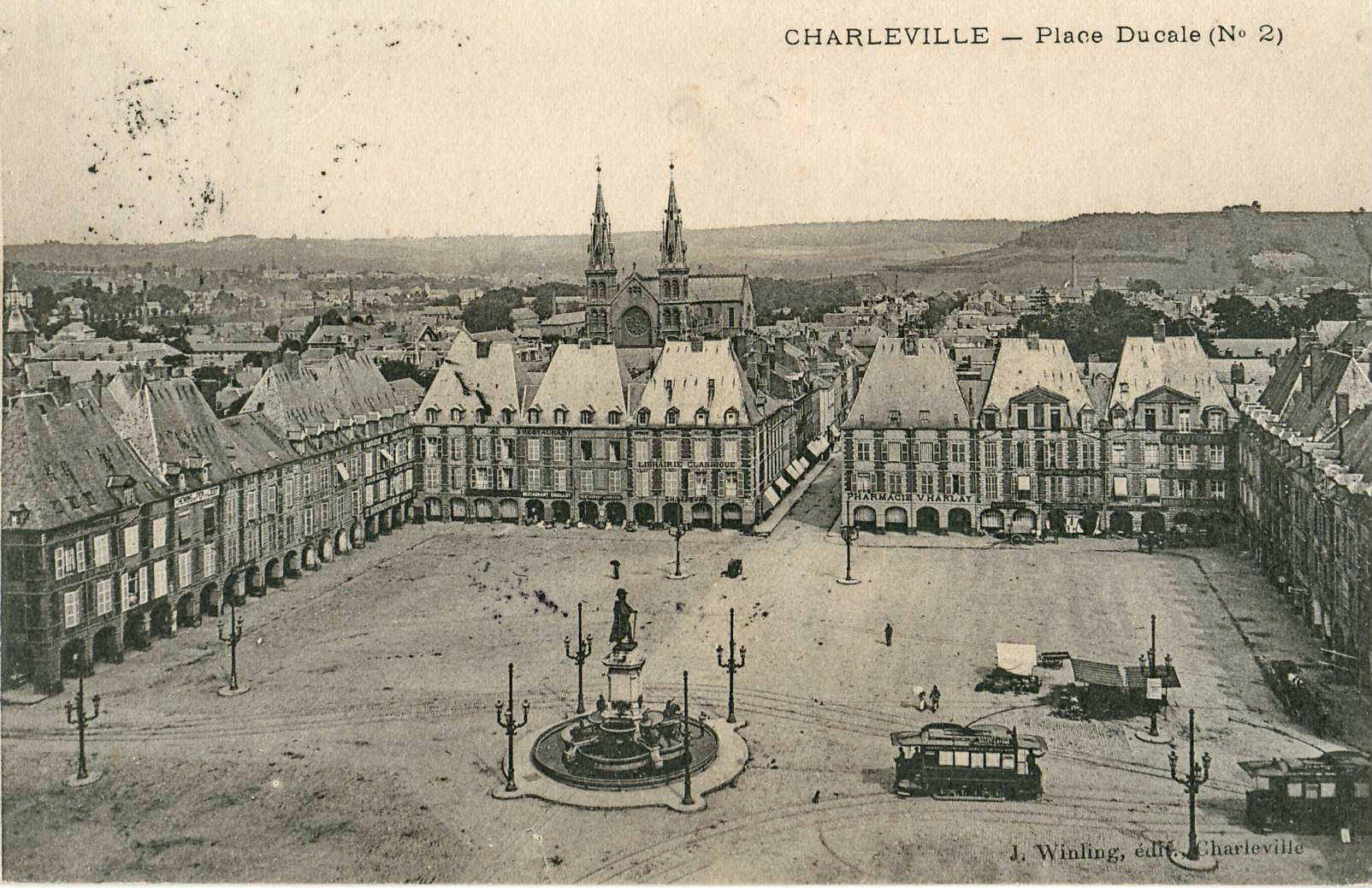
La Place Ducale de Charleville, où l'on voit la bifurcation de deux lignes.
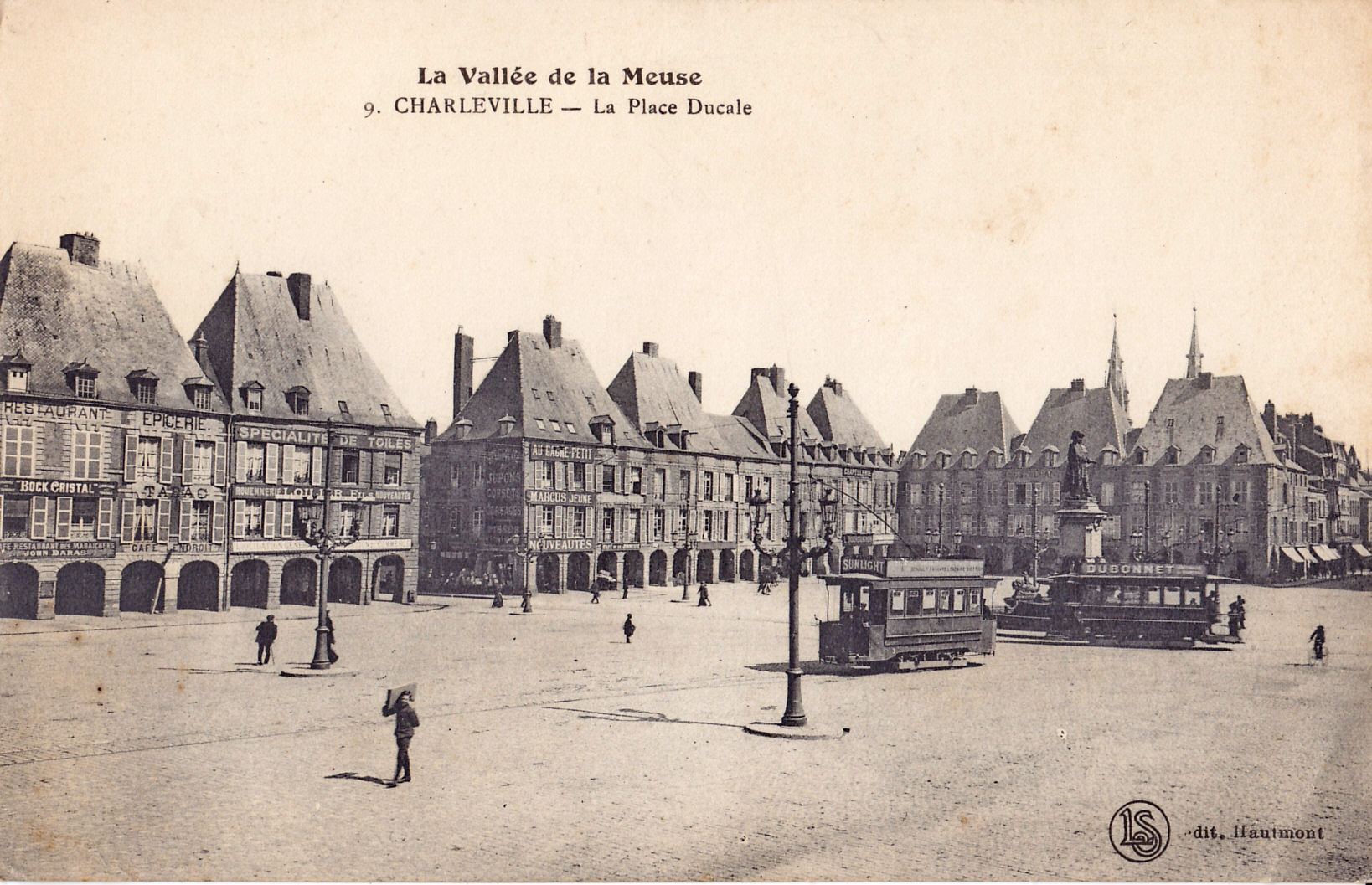
Bifurcation des lignes, place Ducale.
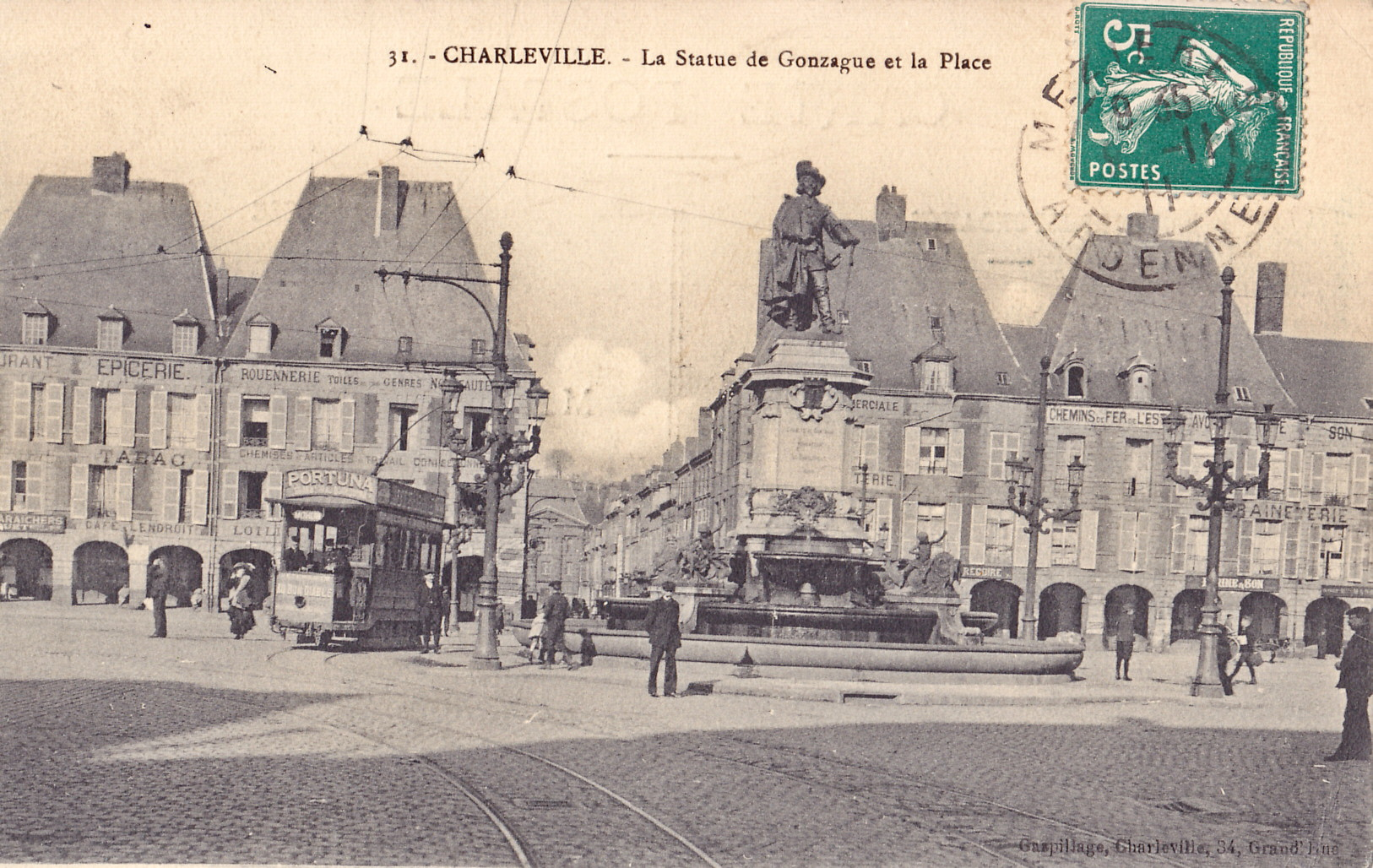
Gros plan sur un tramway, place Ducale.
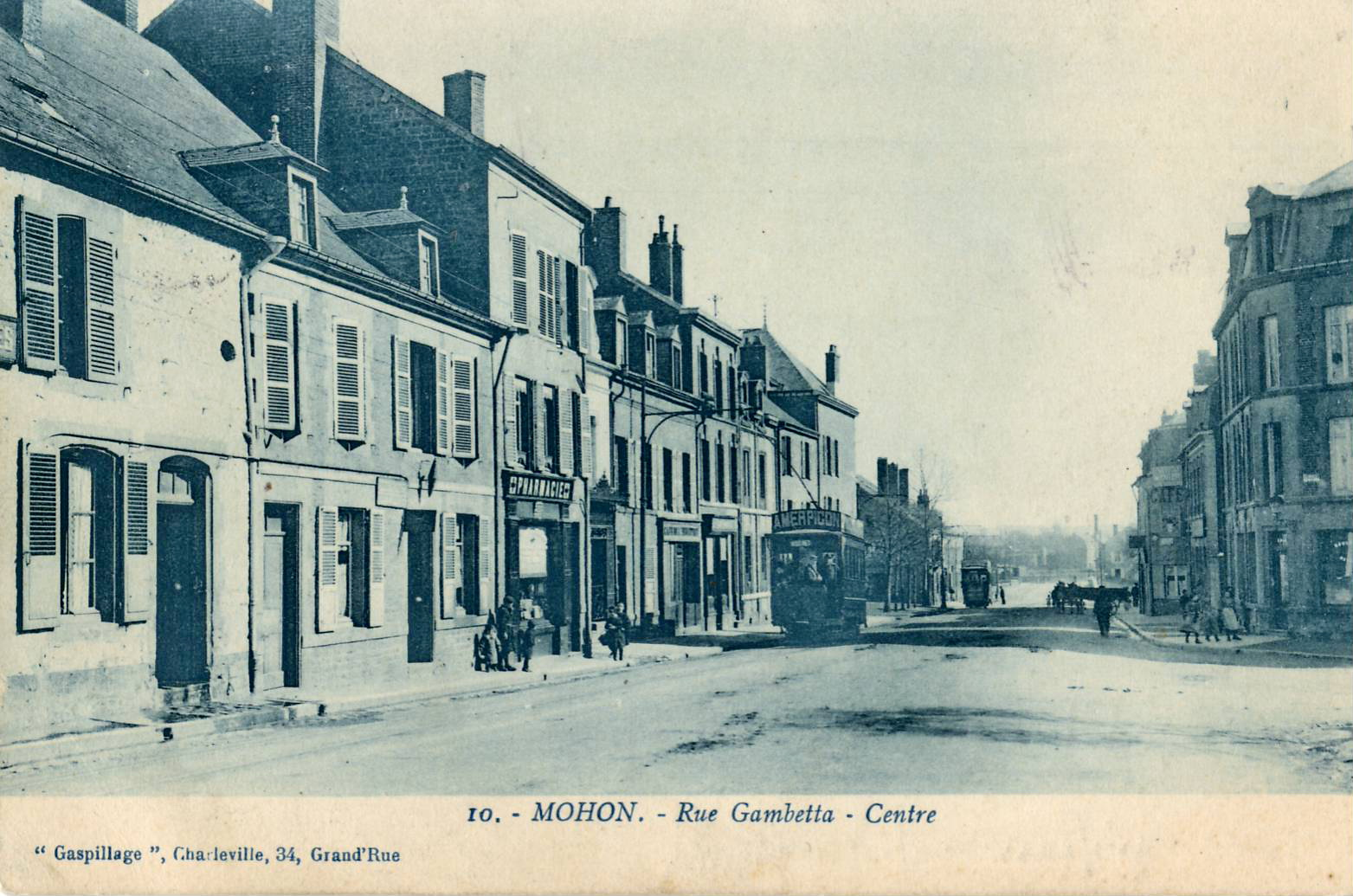
Dans la rue Gambetta à Mohon.
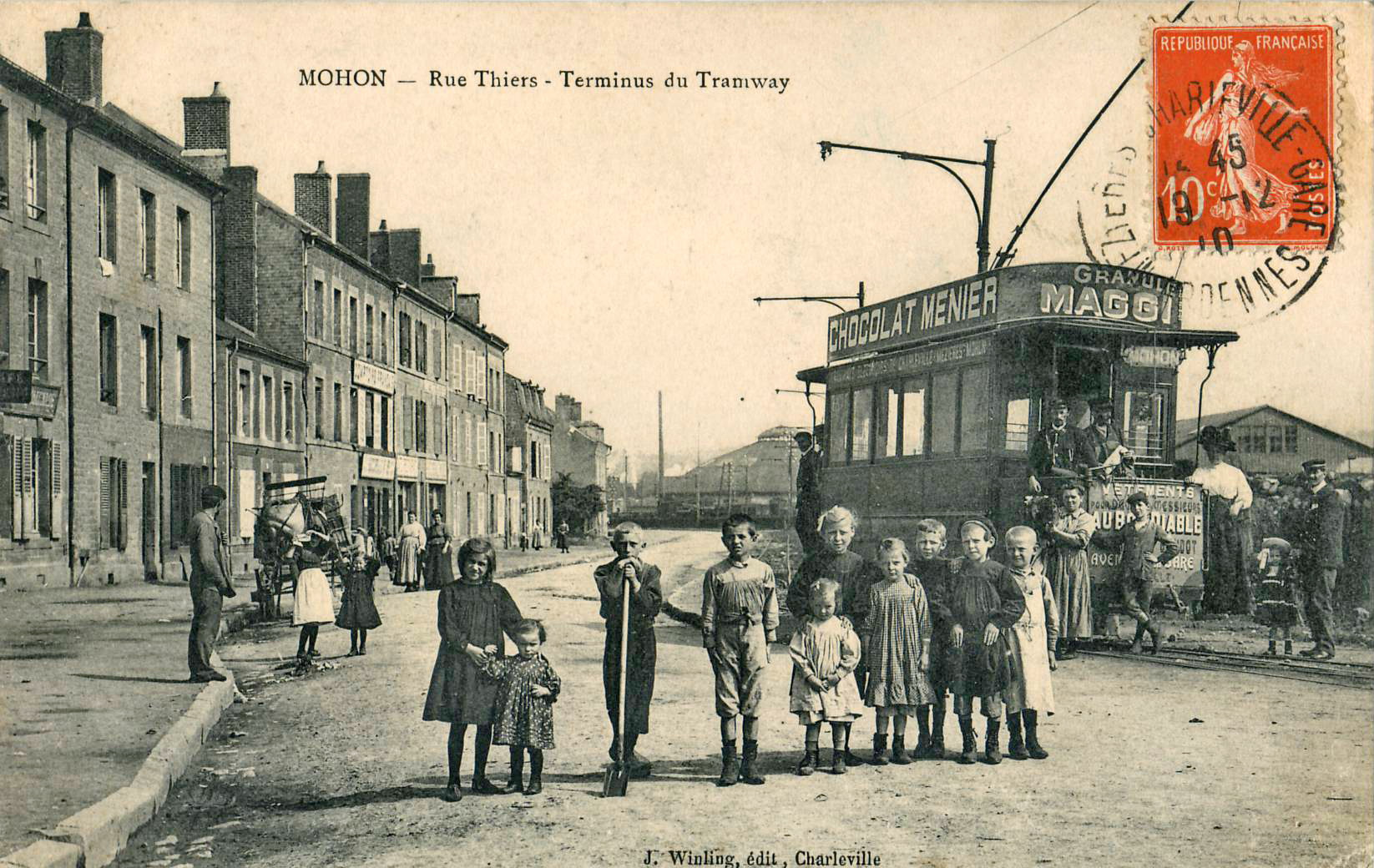
Le tramway à son terminus de la gare de Mohon On distingue au second plan l'une des deux rotondes du dépôt de Mohon.

### Matériel roulant
En 1914, le réseau disposait de treize motrices et de trois remorques.

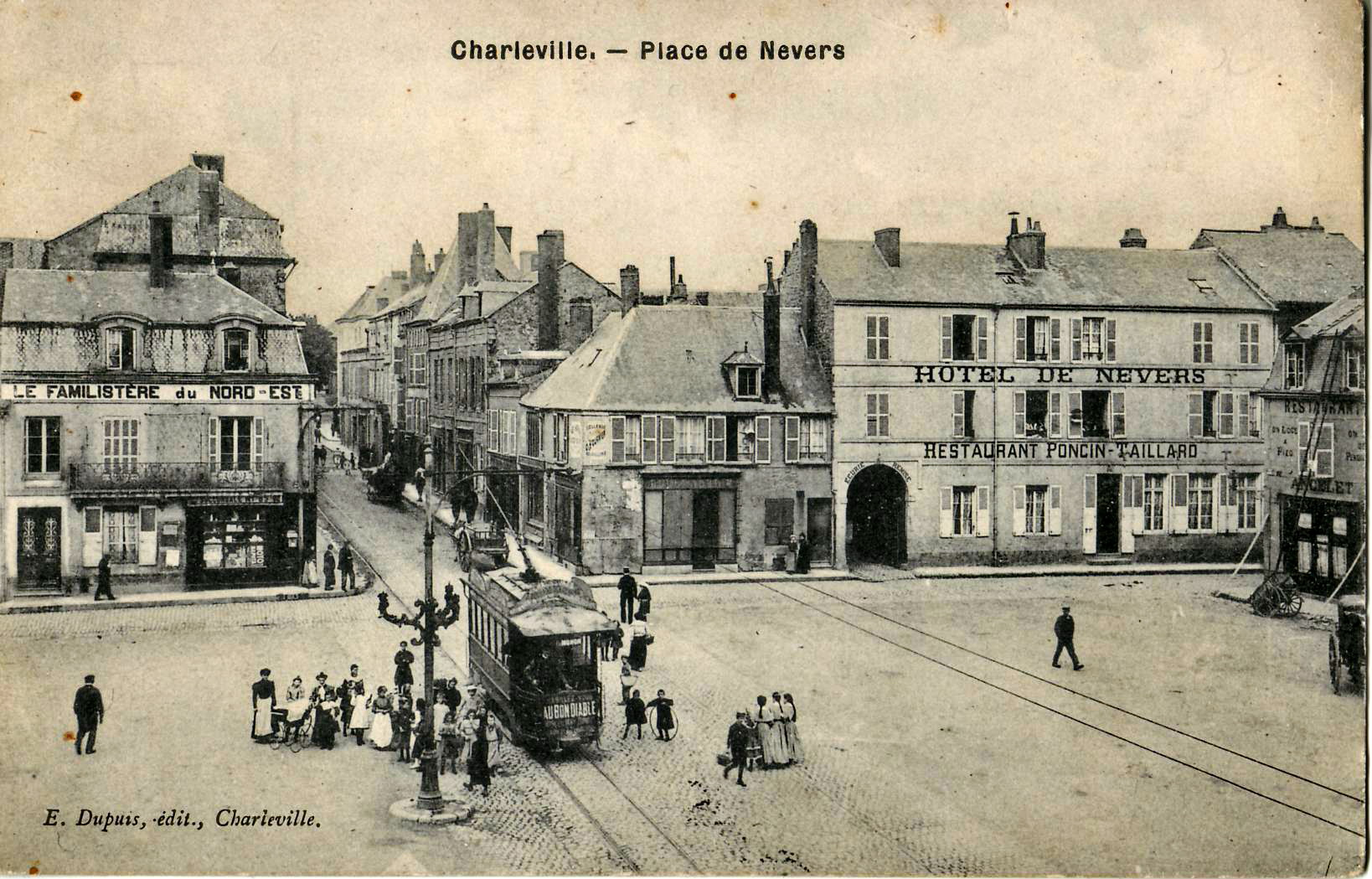
Tramway sur la voie unique, Place de Nevers à Charleville
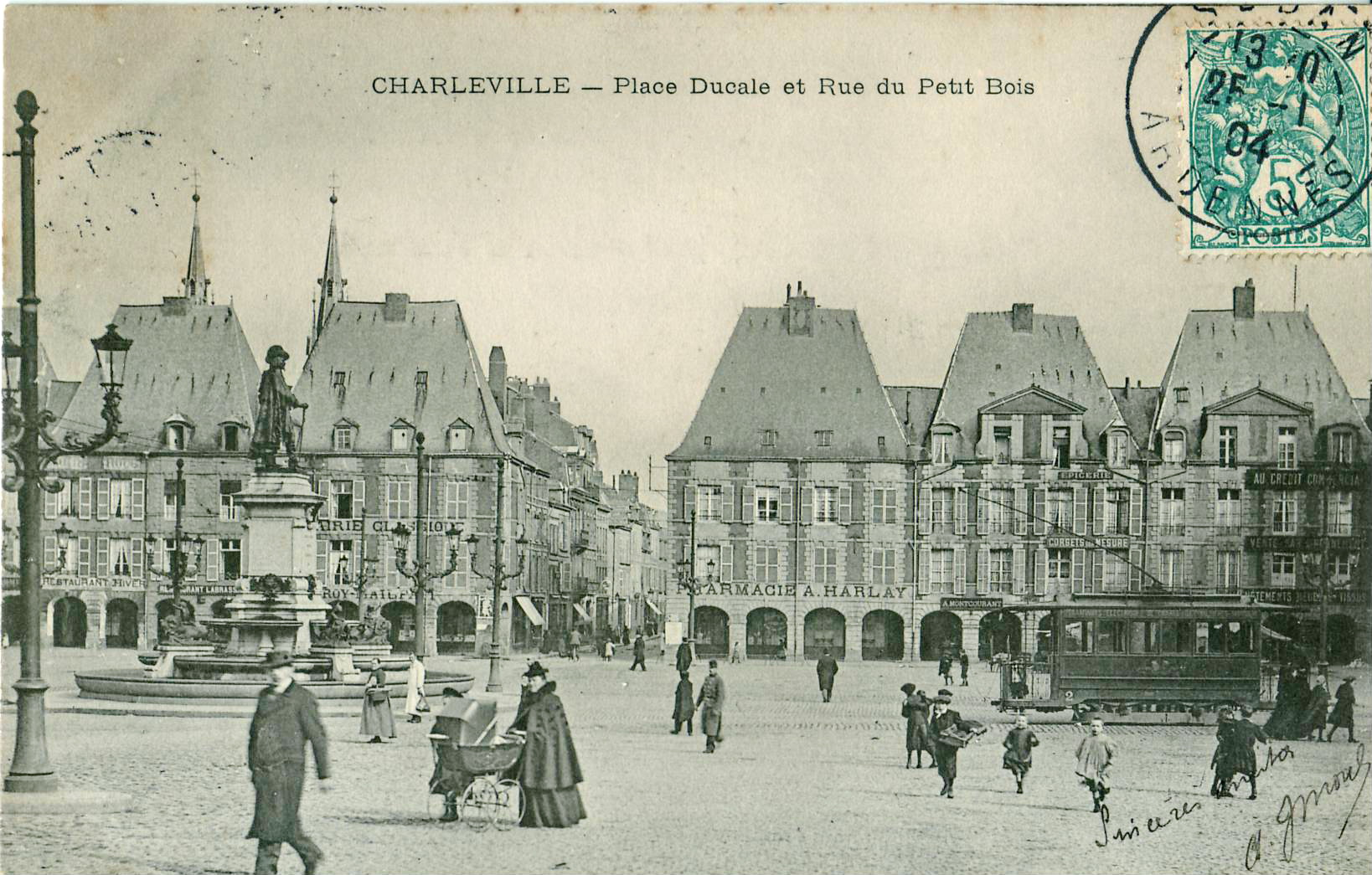
Motrice traversant la Place Ducale

### Principaux accidents
Un grave accident, qui fit plusieurs victimes, eut lieu le 26 juin 1911, au passage à niveau de Charleville, où une locomotive haut-le-pied provenant d'Hirson percuta un tramway venant de Mézières. L'accident était dû à un mauvais respect des consignes par le garde-barrière, qui avait ouvert le passage à niveau sans mettre à l'arrêt les signaux ferroviaires qui le protégeaient. Ce passage à niveau fut ensuite remplacé par un passage supérieur pour la voie ferrée, afin d'éviter le renouvellement de tels accidents.